# Илешич, Светозар
Светозар Илешич (словен. Svetozar Ilešič; 8 июня 1907, Лайбах, Герцогство Крайна — 5 февраля 1985, Любляна) — словенский югославский географ и педагог; профессор Люблянского университета, доктор наук, член Словенской академии наук и искусств, иностранный член Польской академии наук. Лауреат премий имени Франце Прешерна и имени Бориса Кидрича (последняя с 1957 по 1991 год была высшей словенской наградой за научные достижения или научно-исследовательскую работу).

## Биография
Светозар Илешич родился 8 июня 1907 года в городе Лайбах (ныне Любляна), который тогда входил в Герцогство Крайна (Австро-Венгрия). Его отцом был историк литературы профессор Фран Илешич (1871—1942), а матерью — Ана Илешич (девичья фамилия — Краль; словен. Kralj). У Светозара были брат и сестра (Иван и Никита).
После получения начального и среднего образования он поступил на факультет искусств (по специальности география и история) в университет родного города, с которым у С. Илешича будет связана почти вся его дальнейшая жизнь.
В 1930 году Илешич успешно окончил университет, а всего три года спустя он блестяще защитил диссертацию на тему «Крестьянские поселения в Гореньской» (словен. «Kmetska naselja na Gorenjskem»). Почти сразу после получения докторской степени Светозар Илешич стал ассистентом словенского географа Антона Мелика (1890—1966), который вскоре отправил его во Францию для дальнейшего обучения (1936—1937 гг.). По возвращении, Илешич, помимо родного, владел уже двумя иностранными языками: немецким и французским.
Он стал приват-доцентом в 1940 году, доцентом в 1947 году и, наконец, профессором Люблянского университета в 1950 году. В период с 1950 по 1952 год он был проректором университета, а также некоторое время занимал пост декана факультета естественных наук и математики.
Илешич был сперва редактором (с 1959 по 1972 год главредом) «Географического вестника» и редактором «Географического сборника» (словен. Geografski zbornik).
С 1960 по 1963 год Илешич был первым заведующим кафедрой географии факультета искусств в Люблянском университете.
В 1967 году Илешичу было доверено руководство Географическим институтом (которому вскоре было присвоено имя его наставника — Антона Мелика) Словенской академии наук и искусств, которое он осуществлял до 1981 года, а затем до 1983 года был президентом учёного совета этого образовательного учреждения.
В 1969 году Светозар Илешич стал, без отрыва от основной работы, председателем Югославского национального географического комитета.
В 1980 году Илешич стал иностранным членом Польской академии наук.
В 1982 году С. Илешич стал почётным доктором Университета Марибора.
До Второй мировой войны научные исследования Илешича были сосредоточены в основном на социальной географии Словении, а после неё на исторической географии аграрных регионов страны, что существенно помогло становлению словенской географии на мировом уровне. Он также изучал физико-географические вопросы, методологию и теорию современной географической науки. Не менее важна его схема районирования (по функциональному принципу) для Словении и Югославии, а также учебные пособия по географии. Его лекции читались во многих университетах страны и за рубежом.
Светозар Илешич умер 5 февраля 1985 года в родном городе.